# Haiti nos Jogos Olímpicos de Verão de 1992
O Haiti competiu nos Jogos Olímpicos de Verão de 1992 em Barcelona, Espanha. O contingente do Haiti, liderado por Guy Dumesle, consistiu em dois oficiais e sete competidores (dois atletas e cinco judocas).

## Resultados por Evento

### Atletismo
100m masculino
- Claude Roumain
  - Primeira Rodada — 11,07 segundos (→ não avançou)

200m masculino
- Claude Roumain
  - Primeira Rodada — 22,51 segundos (→ não avançou)

Maratona masculina
- Dieudonné Lamothe — 2:36:11 (→ 76º lugar)

### Judô
Peso Meio-leve masculino (-65 kg)
- Caleb Jean
  - Primeira Rodada — Derrotou Joseph Momanyi do Quênia
  - Segunda Rodada — Perdeu para Dambiinyam Maralgerel da Mongólia (→ não avançou)

Peso leve masculino (-71 kg)
- Rubens Joseph
  - Primeira Rodada — Bye
  - Segunda Rodada — Perdeu para Massimo Sulli da Itália (→ não avançou)

Peso Meio-médio masculino (-78 kg)
- Jean Alix Holmand
  - Primeira Rodada — Bye
  - Segunda Rodada — Perdeu para Byung-Joo Kim da Coreia do Sul (→ não avançou)

Peso Médio masculino (-86 kg)
- Hermate Souffrant
  - Primeira Rodada — Bye
  - Segunda Rodada — Perdeu para Densign Emmanuel White do Reino Unido (→ não avançou)

Peso Meio-pesado masculino (-95 kg)
- Parnel Legros
  - Primeira Rodada — Bye
  - Segunda Rodada — Perdeu para Radu Ivan da Romênia (→ não avançou)